# Lactoperoxydase
La lactoperoxydase est une oxydoréductase qui catalyse la réaction :
2 donneurs phénoliques + H2O2  {\displaystyle \rightleftharpoons }  2 radicaux phénoxyle des donneurs + 2 H2O.
Cette enzyme a été isolée pour la première fois en 1929 dans le lait à partir de l'observation que, dans certaines conditions, le lait ne se contaminait pas. Elle a ensuite été identifiée et étudiée par B. Reiter,, associé à K. Pruitt. Cette enzyme a non seulement des propriétés antioxydantes par la détoxication du peroxyde d'hydrogène mais aussi permet la production de composés antimicrobiens. Elle est capable de catalyser, en présence de peroxyde d'hydrogène, l'oxydation de l'iode, du brome et du thiocyanate et ainsi de produire les composés hypothiocyanite OSCN−, hypoiodite OI−, hypobromite OBr−.
Cette enzyme est constituée d'un noyau ferrique et ne supporte pas les traitements thermiques. De ce fait, elle peut être utilisée comme indicateur d'un traitement thermique du lait. Sans présence des cofacteurs iode, thiocyanate, brome, elle détoxifie le peroxyde et fait ce que l'on appelle une inhibition suicide (elle se détruit lors de la catalyse).
Exemple de réaction (détoxication du peroxyde d'hydrogène par conversion du thiocyanate en hypothiocyanite) :
H2O2 + [SCN]− → [OSCN]− + H2O.

## Extrait
En grande majorité, la lactoperoxydase disponible est extraite du lait de vache ou du lactosérum, où elle est présente en grande quantité (50 mg l−1). Les concentrations les plus importantes sont reportées pour être trouvées chez le cochon d'Inde.
On la trouve aussi présente dans toutes les muqueuses. En particulier, on la retrouve dans la salive, dans les larmes, dans le mucus pulmonaire, dans les sécretions vaginales.

## Mécanisme d'action
Les composés antimicrobiens principaux générés par la lactoperoxydase sont des composés connus pour être bactéricides ou bactériostatiques et cela selon le type de bactérie (Gram positif, Gram négatif). Les antimicrobiens (OSCN−, OI−) générés sont également virucides (OSCN, OI) et fongiques (OI−).
Le mécanisme de fonctionnement de la lactoperoxydase a été expliqué en détail par Reiter puis repris par de Wit JN, van Hooydonk ACM. Elle produit principalement le composé hypothiocyanite à partir de thiocyanate qui est en équilibre avec la fonction acide, HOSCN. L'hypothiocyanite est connu pour avoir une action sur les groupements -SH des protéines des micro-organismes.
Il a été démontré que le système n'attaque pas l'ADN et n'est pas mutagène.

## Applications
La lactoperoxydase a été identifiée comme agent antimicrobien dans le lait, la salive, les larmes, le poumon. Le système lactoperoxydase (lactoperoxydase, thiocyanate, percarbonate) est reconnu du codex Alimentarius comme une alternative à la réfrigération du lait car il permet, à 37 °C, de conserver le lait à l'abri de toute contamination microbiennecodex. Ainsi, en activant cette fonction, on peut transporter du lait sur de longues distances à température ambiante.
Il est aussi utilisé pour le traitement de fruits, comme par exemple les mangues.
Le composé hypothiocyanite a ainsi été reconnu comme un auxiliaire technologique utilisable sur les produits alimentaires afin d'en renforcer la sécurité alimentaire.
Il existe des aliments « additivés » à la lactoperoxydase, comme par exemple les crèmes.
On trouve également des produits cosmétiques, des solutions ophtalmiques, une gamme de produits bucco-dentaires protégé par le système lactoperoxydase.
Il est aussi connu que la lactoperoxydase peut fonctionner en synergie avec la lactoferrine et le lysosyme.

## Utilisation médicale
La lactoperoxydase est une oxydoréductase sécrétée par certaines glandes salivaires, pulmonaires. De fait, elle joue un rôle important dans la défense immunitaire de l'homme ou de l'animal.
Elle permet non seulement de détoxifier le peroxyde mais aussi de générer des antimicrobiens très puissants à large spectre d'action.

Ainsi, par la production d'hypothiocyanite et la détoxication du peroxyde, elle est un des composés majeurs du système immunitaire.
On a constaté, très récemment, que le composé hypothiocyanite était absent chez les patients atteints de mucoviscidose,. Dès lors, certains ont fait le lien entre le rétablissement des fonctions antimicrobiennes du poumon via l'apport du dit composé,.